# قسم بير يوسفيان الريفي (مقاطعة ألبرز)
قسم بیر یوسفیان الریفي (بالفارسية: دهستان پیر یوسفیان) هي قسم تقع في إيران في قسم. يقدر عدد سكانها بـ 9,427 نسمة.